# Jyoti Singh Pandey
Jyoti Singh Pandey, (1989-2012) pasante de fisioterapia, fue víctima de violación y asesinato en el famoso caso de violación en grupo de Delhi en 2012. Dicho caso se produjo el 16 de diciembre de 2012 en Munirka, barrio situado en la parte sur de Nueva Delhi, cuando Jyoti, de 23 años de edad, fue golpeada y violada brutalmente por un grupo de personas en un autobús en el que viajaba con su compañero Awindra Pratap Pandey, el cual sufrió graves heridas pero pudo sobrevivir.

## Caso

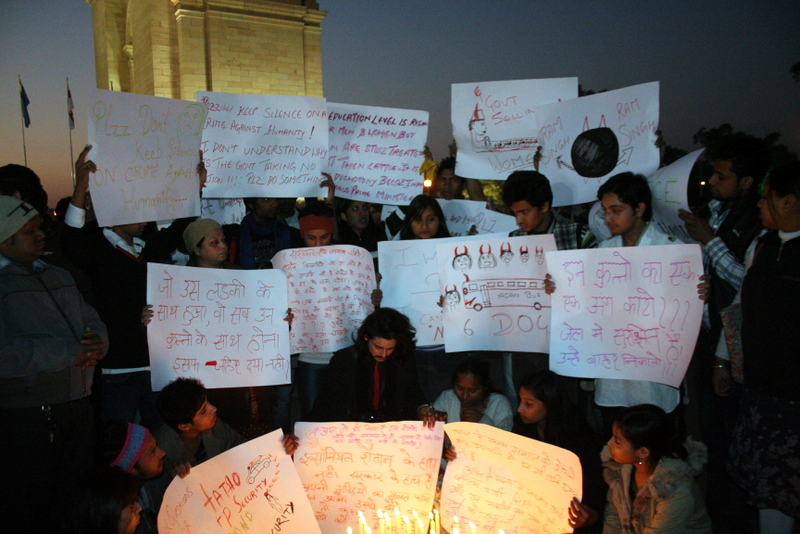
Protestas en Nueva Delhi a raíz del caso de Jyoti Singh, exigiendo al gobierno medidas de seguridad más efectivas.

Jyoti y Awindra se trasladaban en autobús después de ver una película. Los otros seis pasajeros del vehículo, Mukesh Singh, Vinay Sharma, Akshay Thakur, Pawan Gupta y Mohammed Afroz, de 17 años, incluyendo al conductor Ram Singh, empezaron a intimidar a la pareja, golpeando a Awindra con una barra de hierro y luego amordazándolo. Posteriormente arrastraron a Jyoti a la parte trasera del autobús, donde la golpearon y violaron repetidas veces mientras Ram Singh continuaba al volante. Según los informes médicos, la mujer sufrió graves heridas en el abdomen, los intestinos y los órganos genitales, debido principalmente a que usaron una barra de hierro oxidada para penetrarla. De acuerdo con el International Business Times, un portavoz de la policía dijo que el más brutal atacante fue un menor de edad, de 17 años.
Trece días después del suceso, Jyoti falleció debido a sus severas heridas mientras era sometida a un tratamiento de emergencia en Singapur. Todos los involucrados fueron arrestados y acusados de asalto sexual y asesinato. Ram Singh fue encontrado muerto en la comisaría, según algunos informes publicados, la policía dijo que Ram Singh se ahorcó, pero los abogados defensores y su familia alegan que fue asesinado. Debido a la edad de Mohammed Afroz, el no fue juzgado como adulto y fue juzgado por un tribunal de menores, los cuales lo condenadon a tres años en prisión, actualmente se encuentra en libertad.
El 20 de marzo de 2020, cuatro de los agresores condenados a muerte, Mukesh Singh, Vinay Sharma, Akshay Thakur y Pawan Gupta, fueron ejecutados en la horca en el presidio de la capital india.

### En el cine
El caso y la ira popular que desencadenó, sirvió de inspiración a Sandhya Suri, directora de cine y guionista británica de origen indio para la película Santosh (Secreto de un crimen) estrenada en 2024.